# Родителев, Александр Михайлович
Алекса́ндр Миха́йлович Родителев (1916—1966) — командир взвода 51-го гвардейского отдельного сапёрного батальона, гвардии младший лейтенант, Герой Советского Союза (1945).

## Биография
Родился 18 декабря 1916 года в деревне Берлякино. Член КПСС с 1943. Окончив 7 классов, работал токарем на паровозоремонтном заводе в Великих Луках.
В Красной Армии с 1937 года.
Участник Великой Отечественной войны с июня 1941 года. Гвардии младший лейтенант Родителев отличился 7 апреля 1945 года в боях за город Кёнигсберг. В составе штурмовой группы вместе с восемью саперами стремительным броском он вышел к артиллерийским позициям противника. Не теряя времени, Родителев приказал атаковать артиллеристов. В завязавшемся рукопашном бою сам он уничтожил шесть противников. Не выдержав натиска советских бойцов, 25 немецких солдат сдались в плен, остальные бежали, оставив 15 тяжелых орудий. Спустя несколько минут гитлеровцы предприняли попытку вернуть оставленные орудия. Саперы отбили три контратаки и удержали артиллерийские позиции до подхода основных сил. В этом бою группа саперов под командованием Родителева истребила до 40 противников и захватила 15 исправных тяжелых орудий. На другой день, 8 апреля, Родителев с двенадцатью саперами взорвал дзот противника, очистил от противников 6 кварталов города и захватил в плен до 200 солдат и офицеров.
Звание Героя Советского Союза с вручением ордена Ленина и медали «Золотая Звезда» гвардии младшему лейтенанту Родителеву Александру Михайловичу присвоено 19 апреля 1945 года. В 1945 окончил Московское военно-инженерное училище и продолжал службу в армии.
Умер 7 июля 1966 года. Похоронен на Старом кладбище города Наро-Фоминск Московской области.

## Награды
- медаль «Золотая Звезда» Героя Советского Союза;
- орден Ленина;
- орден Отечественной войны 2-й степени (8.4.1945);
- орден Красной Звезды (7.3.1945);
- медали.

## В воспоминаниях современников
В эту ночь прогремела слава и о подвиге взвода 51-го отдельного сапёрного батальона из 13-го гвардейского стрелкового корпуса. Солдаты этого подразделения под командованием лейтенанта А. М. Родителева проникли в тыл противника для ведения разведки. Обнаружив огневые позиции зенитной артиллерийской батареи, офицер с восьмёркой вооруженных автоматами и гранатами сапёров внезапной атакой захватил 14 зенитных орудий и взял в плен 25 фашистских артиллеристов. А. М. Родителев стал Героем Советского Союза.— Герой Советского Союза Маршал Советского Союза  Баграмян И. Х. Так шли мы к победе. — М.: Воениздат, 1977.- С.558.

## Память

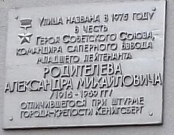
Памятная доска на улице Родителева в Калининграде

Именем Героя названы улицы в Великих Луках и Калининграде.